# The Rakamonie EP
The Rakamonie EP è un EP della cantante svedese Robyn, pubblicato nel novembre 2006 in Europa e nel gennaio 2008 negli Stati Uniti con una diversa tracklist.

## Tracce
UK
1. Konichiwa Bitches (con Tomteverkstan intro) – 3:03
2. Cobrastyle (Teddybears) – 4:10
3. List of Demands (live con Jenny Wilson) – 2:52
4. Be Mine! (ballad version) – 4:08
5. Controversy (Prince) – 2:15

US
1. Konichiwa Bitches (con Tomteverkstan intro) – 3:03
2. Cobrastyle – 4:10
3. Be Mine! (ballad version) – 4:08
4. With Every Heartbeat (acoustic version) – 3:32
5. Jack U Off – 2:15